# Етторе Бастіко
Етторе Бастіко (італ. Ettore Bastico; 9 квітня 1876, Болонья, Королівство Італія — 2 грудня 1972, Рим, Італія) — італійський військовий і державний діяч часів фашизму, маршал Італії (12 серпня 1942), сенатор. Під час Другої світової війни обіймав посаду генерал-губернатора Італійських островів Егейського моря, а пізніше — Італійської Лівії, де разом із німецькими військами намагався завдати поразки союзникам, проте зазнав поразки. 

## Біографія

### Ранні роки
Етторе Бастіко народився 9 квітня 1876 року в місті Болонья. Тут же відвідував школу, по закінченню якої вступив 1894 року до Військової академії Модени, одного з найбільш престижних вищих військових навчальних закладів країни. По її закінченню Бастіко отримав звання молодшого лейтенанта та 30 жовтня 1896 року почав військову службу в 3-у полку берсальєрів. 21 грудня 1899 року він був підвищений до лейтенанта.
Закінчивши школу для офіцерів та ставши одним із найкращих у своїй групі, 3 вересня 1909 року Бастіко тримав звання капітана та за власним бажанням перевівся до 2-о полку берсальєрів. Пізніше Етторе служив у складі окупаційних військ у Лівії, разом із якими воював із турецькою армією, а після завершення війни з Туреччиною отримав призначення до Генерального штабу Італії. Тут його кар'єра почала розвиватися дуже стрімко і невдовзі Бастіко вже був полковником армії.
Усю Першу світову війну він пройшов, очолюючи штаби різних дивізій.

### Між світовими війнами
1928 року Бастіко отримав генеральське звання та очолив 14-у бригаду «Горина». 1932 року він очолив 1-у кавалерійську дивізію «Принц Євгеній Савойський», а 1933 року — моторизовану дивізію «Пістоя».
Від 1935 року Бастіко брав участь у війні з Ефіопією, спершу очолюючи 1-у дивізію чорносорочечників, а пізніше перейнявши командування 3-м корпусом. 1937 року Етторе був відправлений до Іспанії, де якраз тривала громадянська війна, у якій він повинен був командувати контингентом італійських добровольців. Тут же, після перемоги у битві при Сантандері, його відкликають назад до Італії. Генерал, передавши командування Маріо Берті, повертається до Риму, де йому доручають очолити 6-у армію, яка дислокувалася в області По.
1939 року Бастіко став сенатором Італії, а вже 10 грудня 1940 року Беніто Муссоліні призначає його генерал-губернатором Італійських островів Егейського моря замість Чезаре Марії де Веккі. 

### Друга світова війна та смерть
14 липня 1941 року Бастіко покидає цей пост та відправляється до Африки, де повинен був замінити на посаді генерал-губернатора Лівії Італо Гарібольді, який вступив у пряму конфронтацію з Роммелем та іншими німецькими командирами, а також із керівництвом Генерального штабу Італії. 

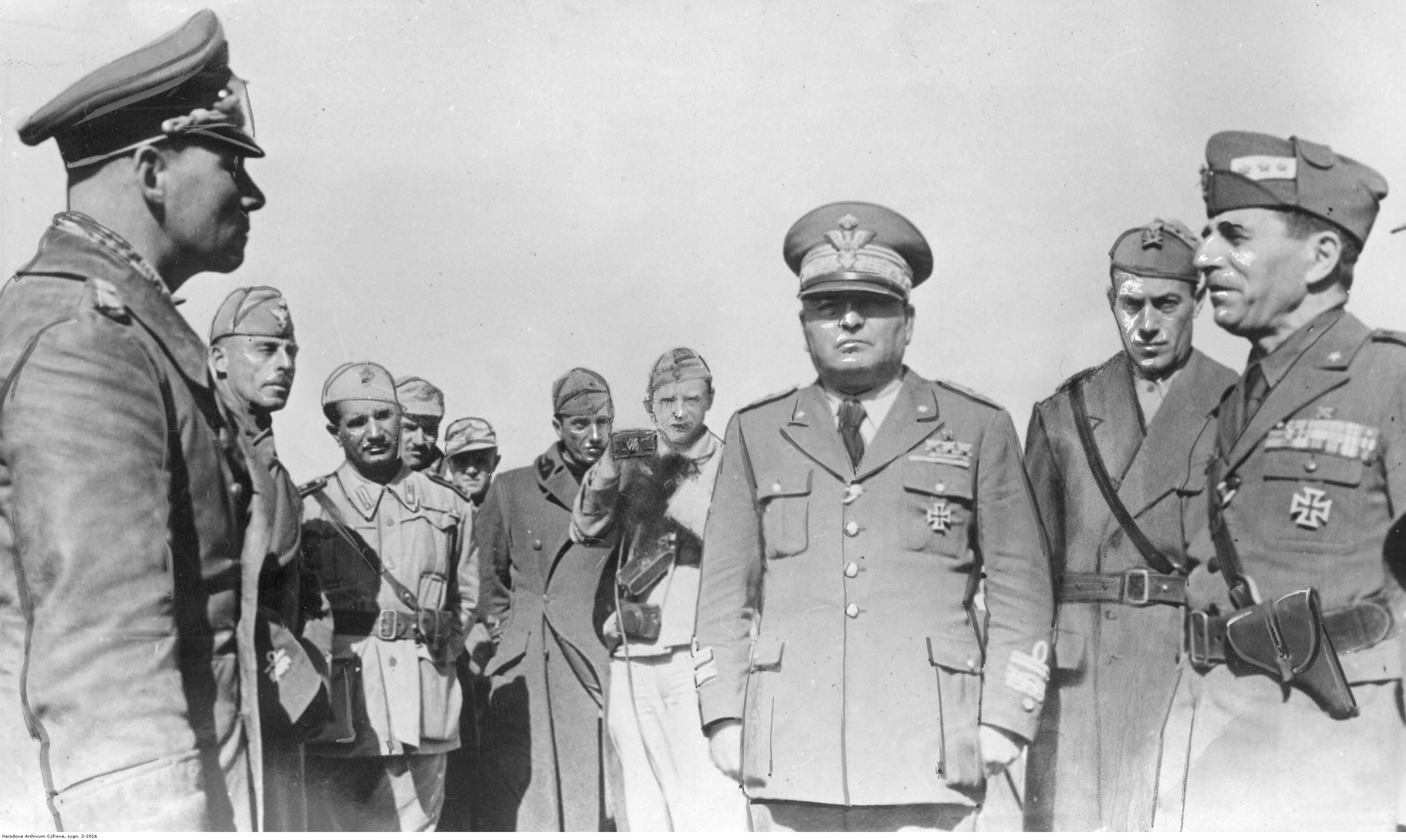
Генерал Ервін Роммель (крайній ліворуч) вручає Військовий орден Німецького хреста Етторе Бастіко (крайній праворуч)

Перебуваючи на цій посаді, Бастіко офіційно мав повноваження на здійснення командування не лише італійськими частинами, розташованими в Африці, але й над німецьким контингентом, хоча фактично останній ніколи до його наказів серйозно не ставився. Так генерал Роммель, який формально був підлеглим Бастіко, фактично одноосібно очолював корпус «Африка». Більше того, він доволі негативно відгукувався про Етторе, називаючи його важким на підйом та надміру жорстким у питанні здійснення поступок командиром. Особливо їхній конфлікт загострився влітку 1942 року. Так після захоплення Тобрука Бастіко разом із Альбертом Кессельрінгом рішуче відхилили пропозицію Роммеля переслідувати розбиті британські частини для їх повного знищення та організації якогомога швидшого наступу на Каїр. Крім того, Бастіко та начальник Генерального штабу Італії Уго Кавальєро наполягали на необхідності спершу окупувати Мальту, а лише тоді починати наступ у Єгипті, звертаючи увагу німецького командування на кризу з озброєнням, яка виникла внаслідок активності британських кораблів навколо цього острова.

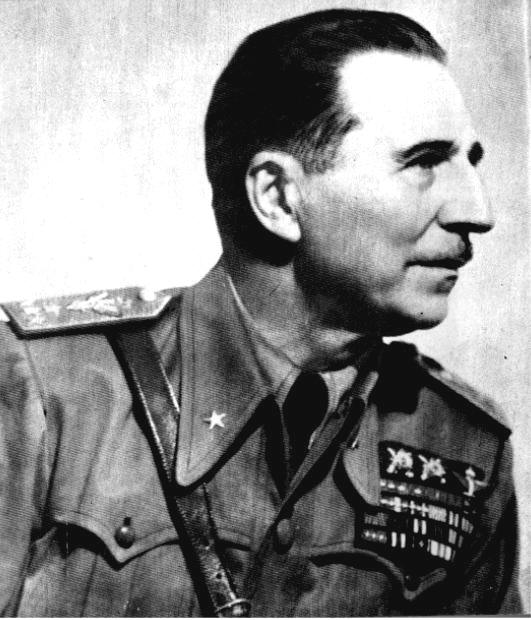
Маршал Італії Етторе Бастіко у 1942 році

12 серпня 1942 року Бастіко було присвоєно звання маршала Італії задля урівноваження його з Роммелем звань, адже останній уже став генерал-фельдмаршалом.
Після поразки у битві під Ель-Аламейном німецькі та італійські війська були змушені відступати вглиб території італійських колоній, полишивши Триполітанію та Киренаїку, організувавши оборону лише в Тунісі. У зв'язку з цим Бастіко був викликаний до Риму. 2 лютого 1943 року Беніто Муссоліні його звільнив із посади генерал-губернатора Лівії та призначив його наступником Джованні Мессе. 
Після повалення режиму Муссоліні Бастіко фактично пішов у відставку, продовжуючи жити в Римі, хоча офіційно його відправили у запас лише по завершенню Другої світової війни. Тоді ж він взявся за написання праць із військової історії. 1957 року він став кавалером Великого хреста ордену «За заслуги перед Італійською Республікою».
Помер маршал Італії Етторе Бастіко 2 грудня 1972 року в Римі, де й був похований. 

## Нагороди
- Орден Корони Італії
  - кавалер (29 грудня 1910)
  - офіцер (22 серпня 1925)
  - командор (18 квітня 1931)
  - великий хрест
- Пам'ятна медаль італійсько-турецької війни 1911—1912
- Медаль «За військову доблесть» (Італія)
  - бронзова (1916)
  - срібна (1918)
- Орден Святих Маврикія та Лазаря
  - кавалер (13 вересня 1917)
  - офіцер (12 січня 1933)
  - командор (14 січня 1938)
  - великий офіцер (16 січня 1939)
- Хрест «За військові заслуги» (Італія) — нагороджений 7 разів (вперше — 16 червня 1918).
- Круа-де-Герр (Франція)
- Пам'ятна медаль Італо-австрійської війни 1915—1918 з чотирма зірками
- Пам'ятна медаль Об'єднання Італії
- Медаль Перемоги
- Колоніальний орден Зірки Італії
  - кавалер (29 грудня 1933)
  - командор (16 липня 1936)
  - кавалер великого хреста (9 травня 1938)
- Савойський військовий орден
  - командор (9 липня 1936)
  - великий офіцер (1 травня 1939
  - кавалер великого хреста (17 лютого 1942)
- Пам'ятна медаль військової операції в Східній Африці
- Пам'ятна медаль війни в Іспанії (1936—1939)
- Пам'ятна медаль добровольчої дивізії Літторіо
- Орден військових заслуг (Іспанія)
- Мальтійський орден, великий хрест магістра (18 лютого 1941)
- Залізний хрест 2-го і 1-го класу (Третій Рейх)
- Німецький хрест в золоті (Третій Рейх) (5 грудня 1942)
- Пам'ятна медаль війни 1940-43
- Пам'ятна відзнака Збройних сил Італії для старших офіцерів і для генералів
- Орден «За заслуги перед Італійською Республікою», великий хрест (2 червня 1957)
- Орден Вітторіо Венето